# الفعالية غير المعقولة للرياضيات في العلوم الطبيعية
«الفعالية غير المعقولة للرياضيات في العلوم الطبيعية» مقال كتبه الفيزيائي يوجين ويغنر عام 1960. في الورقة البحثية، لاحظ ويغنر أن الهيكل الرياضي للنظرية الفيزيائية يشير غالبًا إلى الطريق لمزيد من التقدم في تلك النظرية وحتى إلى التنبؤات التجريبية.

## الورقة الأصلية وملاحظات ويغنر
يبدأ ويغنر ورقته البحثية بالاعتقاد الشائع بين أولئك الذين هم على دراية بالرياضيات، بأن المفاهيم الرياضية لها قابلية للتطبيق تتجاوز بكثير السياق الذي تم تطويرها فيه في الأصل. يكتب، استنادًا إلى خبرته، «من المهم الإشارة إلى أن الصيغة الرياضية لتجربة الفيزيائي الخام غالبًا تؤدي في عدد هائل من الحالات إلى وصف دقيق بشكل مذهل لفئة كبيرة من الظواهر». ثم يستشهد بالقانون الأساسي للجاذبية كمثال. استخدم هذا القانون في الأصل لنمذجة الأجسام المتساقطة بحرية على سطح الأرض، وقد تم تمديده على أساس ما أطلق عليه ويغنر «ملاحظات هزيلة جدًا» لوصف حركة الكواكب، حيث «أثبتت أنها دقيقة بما يتجاوز كل التوقعات المعقولة».
مثال آخر يُستشهد به كثيرًا هو معادلات ماكسويل، المشتقة لنمذجة الظواهر الكهربائية والمغناطيسية الأولية المعروفة في منتصف القرن التاسع عشر. تصف المعادلات أيضًا موجات الراديو، التي اكتشفها ديفيد إدوارد هيوز عام 1879، في وقت قريب من وفاة جيمس كليرك ماكسويل. يلخص ويغنر حجته بالقول إن «الفائدة الهائلة للرياضيات في العلوم الطبيعية هي شيء يقترب من الغموض ولا يوجد تفسير منطقي له». ويختم ورقته بنفس السؤال الذي بدأ به:
قدم عمل ويغنر نظرة ثاقبة جديدة في كل من الفيزياء وفلسفة الرياضيات، وغالبًا ما تم الاستشهاد به في المؤلفات الأكاديمية حول فلسفة الفيزياء والرياضيات. وتكهن وينر بالعلاقة بين فلسفة العلم وأسس الرياضيات على النحو التالي:
في وقت لاحق، أوضح هيلاري بوتنام (1975) هاتين «المعجزتين» على أنهما نتائج ضرورية لنظرة واقعية (ولكن ليست أفلاطونية) لفلسفة الرياضيات. لكن في مقطع يناقش التحيز المعرفي الذي وصفه ويغنر بحذر بأنه «غير موثوق»، ذهب إلى أبعد من ذلك:
ما إذا كان يمكن اعتبار فحص البشر لنتائج البشر أساسًا موضوعيًا لمراقبة الكون المعروف (للبشر) هو سؤال مثير للاهتمام، تمت متابعته في كل من علم الكون وفلسفة الرياضيات.
وضع ويغنر أيضًا التحدي المتمثل في النهج المعرفي لدمج العلوم:
واقترح كذلك أنه يمكن العثور على الحجج التي قد تكون